# Kisdárda
Kisdárda (horvátul: Tvrđavica, németül: Kischdarda) falu Horvátországban, Eszék-Baranya megyében. Közigazgatásilag Eszékhez tartozik.

## Fekvése
Eszék központjától légvonalban 1, közúton 4 km-re északra, az eszéki Felsővárossal átellenben, Baranya déli peremén, a Drávaszögben, a Dráva bal partján fekszik.

## Története
A település 1770 körül keletkezett, amikor Baranya közeli településeiről németek települtek ide. Amikor 1782-ben az egyházi vizitáció először kereste fel a települést kizárólag németek lakták. Az első katonai felmérés térképén „Kis Darda” néven található. Lipszky János 1808-ban Budán kiadott repertóriumában „Dárda (Kis-)” néven szerepel.
1857-ben 188, 1910-ben 302 német lakosa volt. Baranya vármegye Baranyavári járásához tartozott. A Trianoni békeszerződés 1920-ban a Szerb-Horvát-Szlovén Királysághoz csatolta, mely 1929-től Jugoszlávia néven létezett. Nevét Kisdárdáról Tvrđavicára változtatták. 1941 és 1944 között újra Magyarország része volt, de a háború után visszacsatolták Jugoszláviához. A második világháború után német lakosságát kitelepítették. Helyükre az ország különböző részeiről főként horvátok és szerbek érkeztek. 1991-ben Kisdárda Eszék községen belül önálló település lett, addig Eszék város része volt. 1991-ben lakosságának 65%-a horvát, 15%-a szerb, 8%-a jugoszláv, 3%-a muzulmán, 2%-a roma, 1%-a magyar nemzetiségű volt. A településnek 2011-ben 578 lakosa volt.

## Lakossága
| Lakosság változása | Lakosság változása | Lakosság változása | Lakosság változása | Lakosság változása | Lakosság változása | Lakosság változása | Lakosság változása | Lakosság változása | Lakosság változása | Lakosság változása | Lakosság változása | Lakosság változása | Lakosság változása | Lakosság változása | Lakosság változása |
| ------------------ | ------------------ | ------------------ | ------------------ | ------------------ | ------------------ | ------------------ | ------------------ | ------------------ | ------------------ | ------------------ | ------------------ | ------------------ | ------------------ | ------------------ | ------------------ |
| 1857               | 1869               | 1880               | 1890               | 1900               | 1910               | 1921               | 1931               | 1948               | 1953               | 1961               | 1971               | 1981               | 1991               | 2001               | 2011               |
| 188                | 226                | 233                | 281                | 249                | 302                | 279                | 303                | 363                | 397                | 628                | 589                | 601                | 1.014              | 750                | 578                |

(1991-tól önálló településként.)

## Gazdaság
A település gazdaságát a megyeszékhely közelsége döntően meghatározza. A népesség legnagyobb része Eszékre jár dolgozni, kisebb részben pedig a mezőgazdaságban tevékenykedik, továbbá állattartással, kereskedelemmel, vendéglátással foglalkozik. 

## Nevezetességei
- Az Eszéki Állatkert és Akvárium a falutól nyugatra, a Dráva folyó bal partján található. Az állatkertet 1955-ben hozták létre és 65 éves fennállásának eredményeként helyének méretét, valamint állatainak számát illetően is kiemelkedik az ország állatkertjei közül. Nincs más állatkert Horvátországban, amely ekkora kültéri lakóterülettel is rendelkezik. Eszék állatkertje és akváriuma a legnagyobb Horvátországban. 11 hektáron fekszik és több mint 100 állatfajnak ad otthont. A zsiráfok, az afrikai vad kutyák, az oroszlánok és a tigrisek Európában itt rendelkeznek a legnagyobb élőterületettel. Az intézmény működését sajnos időnként áradások nehezítik, mivel közvetlenül a Dráva bal partja mentén fekszik. Az intézmény évente mintegy százezer látogatót fogad. Az állatkert közelében található a négycsillagos ZOO hotel.

- A falutól keletre, a falu és a főút között alakították ki a Copacabana Rekreációs és Sportközpontot. Az 1980-ban megnyílt létesítmény kültéri úszómedencéivel és homokos strandjával a nyári hónapokban kínál lehetőséget különböző vízi sportokhoz.
- A Drávahídtól nyugatra 1995-ben építették fel a Béke Királynője kápolnát, mely az Eszéki Szent Vértanúk plébániának a filiája.

- Az Eszéki kompot 1916. október 16-án avatták fel és az utasokat kora tavasztól késő őszig szállította a városból a Dráva túloldalán fekvő erdőhöz. A tulajdonos Csiky Árpád, az Union gőzmalom nyugdíjas gőzgépésze volt. 1932. december 1-jén az üzemeltetés leállt. Az utasforgalom csak a második világháború után indulhatott meg újra a Hidrotehna vállalat üzemeltetésében. A komp 1948 áprilisa óta minden nap (december, január és február kivételével) szállít utasokat. Noha a biztonság érdekében az eredetileg 200 utas befogadására képes komp hasznos terhelését 165 utasra csökkentették.